# Epipactis soguksuensis
Epipactis soguksuensis är en orkidéart som beskrevs av Carolus Adrianus Johannes Kreutz. Epipactis soguksuensis ingår i släktet knipprötter, och familjen orkidéer.
Artens utbredningsområde är Turkiet. Inga underarter finns listade i Catalogue of Life.